# 金容沃
金容沃（1948年6月14日—），筆名檮杌，男，韓國哲學家。
金求學經歷相當豐富，先在高麗大學攻讀生物學、基督教神學、西洋哲學、中國哲學，然後留學國立臺灣大學以老子研究獲得碩士學位（期間曾師從方東美），再在東京大學以王夫之的哲學研究獲得另外一個碩士學位。最後，在哈佛大學以《周易》研究取得博士學位。1982年返回母校高麗大學，擔任中國哲學教授。1986年，公開反抗軍政府的獨裁統治，發表《良心宣言》並且辭去大學教職，在當時轟動一時。目前也擔任《文化日報》記者。
女兒是同時活躍於韓國和美國的攝影藝術家金彌陋。他是知名的公共哲學家，目前與演員劉亞仁一同主持清談節目《檮杌亞仁到處走》。在2019年6月，由於在節目中批評前總統李承晚在濟州四·三事件大屠殺中的角色並指責其為美國傀儡，被前總統家人提出訴訟。